# Српски културни клуб
Српски културни клуб је била српска политичка организација патриотске и националне оријентације, основана 1937. године у Краљевини Југославији. Током Другог светског рата идеологија Српског културног клуба представљала је незваничну идеологију Равногорског покрета.

## Оснивање
Српски културни клуб је основан 1937. године од стране истакнутих српских интелектуалаца у Краљевини Југославији. Као повод за оснивање ове организације наводи се „све неравноправнији положај Срба у Југословенској држави“. Суоснивач Драгиша Васић је у првој званичној изјави јануара 1937. рекао да је циљ клуба "неговање српске културе у оквиру југословенства", у најширем смислу као "духовно моралне и привредно техничке" културе. Истакао је да би слободно развијање веза српских, хрватских и словеначких друштава боље служило југословенској мисли него "превремено и принудно спајање Срба и Хрвата у јединствене културне организације" (→ интегрално југословенство); да заједничка југословенска култура треба да буде синтеза српске, хрватске и словеначке културе.
Прва скупштина Клуба је одржана 4. фебруара 1937. у Београду. За славу су узели Светог Симеона Мироточивог, први пут је прослављена 1941.

## Политички ставови
Правила Клуба су претпостављала удаљеност од партијске политике, а као заједнички циљ људи из различитих политичких група "јако српство у јакој Југославији".
Бановина Хрватска је основана 1939. године. Том приликом у састав Бановине Хрватске ушле су и територије које до тада нису припадале Хрватској: Херцеговина, Босанска Посавина и Средња Босна. Српске политичке странке и јавно мњење су били против овог чина, тако да је Српски културни клуб сматрао да само српски етнички простор у Југославији није омеђен, и да је крајње време да се то уради, када то већ није урађено 1918. године. Српски простор који би том приликом био омеђен имао би сличне границе као границе Велике Србије.

## Чланови
Чланство Српског културног клуба су већином чинили српски интелектуалци, који су били незадовољни унутрашњим уређењем Краљевине Југославије, пре свега занемаривањем српског идентитета у корист југословенске нације, и стварањем Бановине Хрватске.
Председник Српског културног клуба је био знаменити београдски професор и академик Слободан Јовановић.
Потпредседници клуба су били адвокат Никола Стојановић и академик, писац и адвокат Драгиша Васић. Секретари су били Васа Чубриловић, Слободан Драшковић и Драгослав Страњаковић.
Од осталих важних личности у клубу ту су: Јустин Поповић, Живко Павловић, Љубомир Покорни, Владимир Ђорђевић, Владимир Ћоровић, Никола Вулић, Радослав Грујић, Гојко Грђић, Божа Марковић, Александар Белић, Русомир Јанковић, Данило Данић, Војислав Вујанац, Стеван Јаковљевић, Стеван Мољевић, Младен Жујовић, Властимир Петковић, Драгутин Бојовић, Војин Андрић, Сретен Стојановић и други. У време годишње скупштине маја 1939. било је око 500 чланова.

## Часопис
Клуб је издавао часопис „Српски глас“, који је уређивао Драгиша Васић. На овом часопису је био ангажован Јустин Поповић, који је касније од стране Српске православне цркве, канонизован у светитеља.

## Равногорски покрет
У мартовском пучу 1941. године Слободан Јовановић је постао први потпредседник, а годину дана касније постаје председник владе Краљевине Југославије у избеглиштву. Том приликом за свог војног министра поставља генерала Дражу Михаиловића. Драгиша Васић се у лето 1941. године прикључује четницима на Равној Гори, где постаје један од водећих идеолога Равногорског покрета. Четницима су се прикључили и др Стеван Мољевић, др Младен Жујовић, др Војислав Вујанац, др Војин Андрић, Драгослав Страњаковић, као и многи други чланови Српског културног клуба.
Касније током рата многи чланови Српског културног клуба заузимају водеће позиције у Равногорском покрету, и идеологија Српског културног клуба убрзо постаје незванична идеологија Равногорског покрета.

## Наслеђе
У Новом Саду у фебруару 2007 основан је као удружење грађана Српски културни клуб Слободан Јовановић Нови Сад , са циљем наставка амбиција истоимене организације коју је 1937. године Слободан Јовановић основао у Београду.